# Euacidalia oroandes
Euacidalia oroandes là một loài bướm đêm trong họ Geometridae.